# Góry Ermana
Góry Ermana (ros.: хребет Эрмана, chriebiet Ermana) – pasmo górskie w azjatyckiej części Rosji, we wschodnim Zabajkalu, w Kraju Zabajkalskim, na południe od doliny Ononu, na granicy z Mongolią. Rozciąga się na długości ok. 140 km. Najwyższy szczyt osiąga 1434 m n.p.m. Pasmo zbudowane z granitów, gnejsów i łupków krystalicznych. Zbocza pokryte są lasami modrzewiowymi i sosnowymi. W południowo-wschodniej części pasma, do wysokości 900–1000 m n.p.m. występuje roślinność stepowa. Góry zostały nazwane na cześć Georga Adolfa Ermana, niemieckiego fizyka i badacza.